# 广宁郡 (北魏)
广宁郡，中国北魏时设置的郡。
北魏侨置广宁郡，属于朔州，故治在今山西省寿阳县西。广宁郡领二县，石门县、中川县。 北魏在今山西省沁水县置广宁郡。北齐郡废，县改为永宁。